# Floydia
Floydia is een geslacht uit de familie Proteaceae. Het geslacht telt een soort die voorkomt in Oost-Australië.

## Soorten
- Floydia praealta (F.Muell.) L.A.S.Johnson & B.G.Briggs

... · 
Adenanthos · 
Alloxylon · 
Banksia · 
Grevillea · 
Leucadendron · 
Macadamia · 
Persoonia · 
Protea · 
Toronia · 
Xylomelum · 
...